# Радомишльська територіальна громада
Радомишльська міська територіальна громада — територіальна громада в Україні, в Житомирському районі Житомирської області. Адміністративний центр — місто Радомишль.

## Площа та населення
У 2018 році площа громади становила 709,38 км², кількість населення — 24 726 мешканців.
Станом на 2020 рік, площа території — 856 км², кількість населення — 25 812 осіб, з них: міське населення — 14 109 осіб, сільське — 11 703 особи.

## Населені пункти
До складу громади входять 1 місто (Радомишль) і 48 сіл: Березці, Бистріївка, Білка, Борщів, Брід, Велика Рача, Верлок, Глиниця, Глухів Другий, Глухів Перший, Городчин, Гута-Забілоцька, Журавлинка, Забілоччя, Заболоть, Кайтанівка, Кичкирі, Котівка, Кочерів, Краснобірка, Красносілка, Кримок, Лутівка, Мала Рача, Мар'янівка, Меделівка, Меньківка, Мірча, Негребівка, Нова Юрівка, Осички, Переміжжя, Пилиповичі, Поташня, Раївка, Раковичі, Рудня-Городецька, Русанівка, Спірне, Став-Слобода, Ставки, Таборище, Товсте, Філонівка, Ходори, Хомівка, Чайківка та Чудин.

## Історія
Утворена 16 травня 2017 року шляхом об'єднання Радомишльської міської ради та Борщівської, Великорачанської, Верлоцької, Заболотської, Кичкирівської, Котівської, Краснобірської, Кримоцької, Лутівської, Меньківської, Мірчанської, Осичківської, Пилиповицької, Раковицької та Ставецької сільських рад Радомишльського району.
Відповідно до розпорядження Кабінету Міністрів України № 711-р від 12 червня 2020 року «Про визначення адміністративних центрів та затвердження територій територіальних громад Житомирської області», до складу громади були включені території Забілоцької, Кочерівської та Чайківської сільських рад Радомишльського району.
Відповідно до постанови Верховної Ради України від 17 червня 2020 року «Про утворення та ліквідацію районів», громада увійшла до складу новоствореного Житомирського району Житомирської області.

## Старостинські округи
Борщівський, Великорачанський, Верлоцький, Забілоцький, Заболотський, Кичкирівський, Котівський, Кочерівський, Краснобірський, Кримоцький, Лутівський, Меньківський, Мірчанський, Осичківський, Пилиповицький, Раковицький, Ставецький, Чайківський.